# Pachychoroidale Erkrankungen der Makula

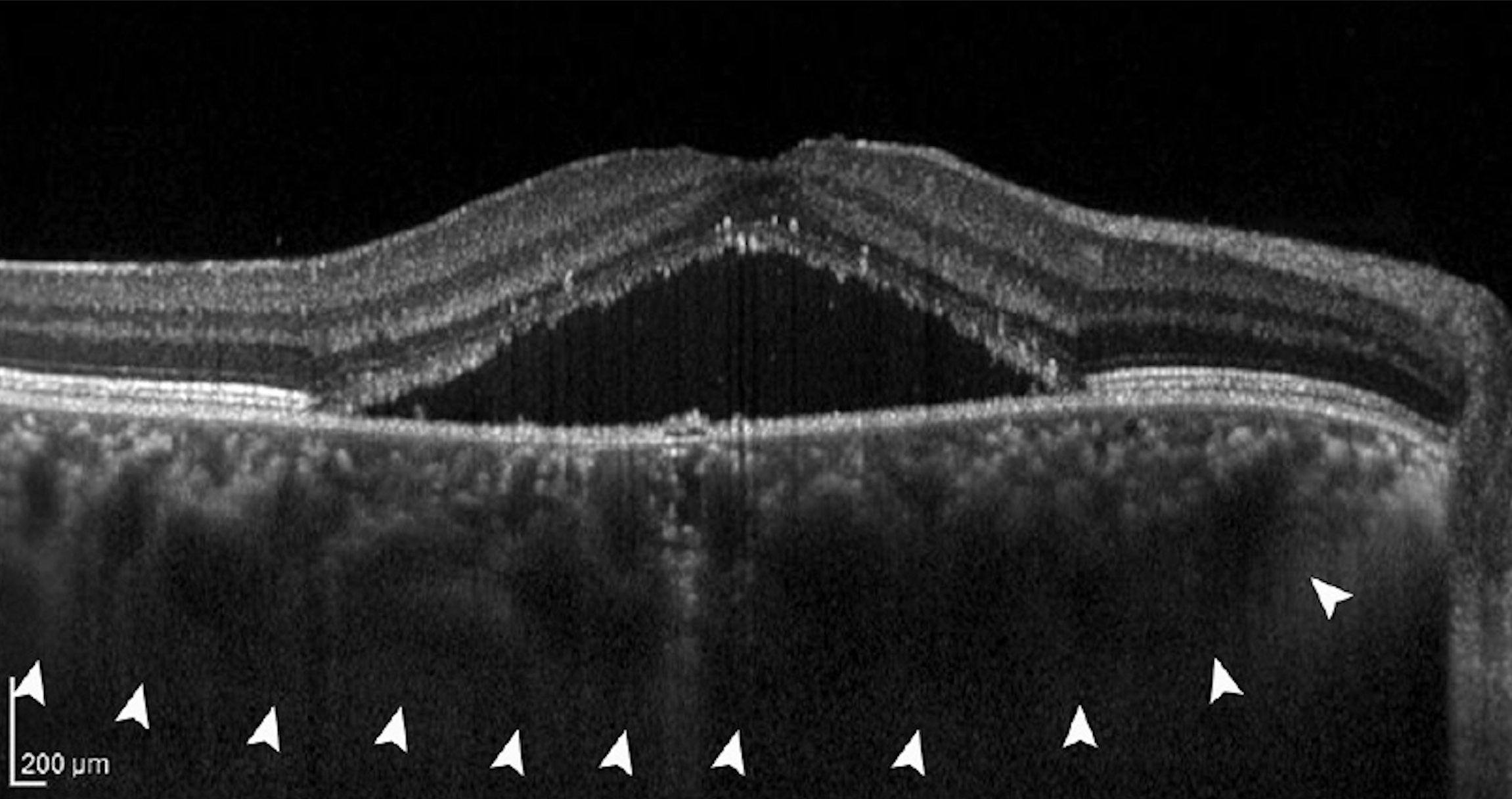
Chorioretinopathia centralis serosa als bekannteste Vertreterin des Pachychoroidalen Erkrankungsspektrums. Es sammelt sich Flüssigkeit unter der Netzhaut (zentrale pyramidenförmige Struktur), die aus der verdickten Aderhaut direkt unter der Netzhaut stammt (Abgrenzung durch weiße Pfeilspitzen).

Unter pachychoroidalen Erkrankungen der Makula versteht man eine Gruppe von Krankheiten, vor allem der Netzhaut (Retina) des Auges, bei denen die Aderhaut (Choroidea) unterhalb der Netzhaut krankhaft verdickt und gestaut ist. Als Resultat nehmen die umliegenden Strukturen Schaden, insbesondere die Netzhaut (Retina) und das retinale Pigmentepithel. Dies führt zu einer Beeinträchtigung des Sehens. Der bekannteste Vertreter des pachychoroidalen Erkrankungsspektrums, die Retinopathia centralis serosa, stellt die vierthäufigste Ursache für eine irreversible Schädigung der Sehgrube (Gelber Fleck, Makula) dar.
Der Begriff „Pachychoroid“ wurde 2013 erstmals von David Warrow, Quan Hoang und K. Bailey Freund eingeführt.

## Krankheitsursache
Aufgrund bisher nicht komplett geklärter Ursachen kommt es zu einer übermäßigen Dickenzunahme der Aderhaut (Choroidea), meist direkt unterhalb des Gelben Flecks (Makula), dem Sehzentrum der Netzhaut. Es wird angenommen, dass die Verdickung der Aderhaut auf eine Stauung der darin zahlreich verlaufenden Blutgefäße zurückzuführen ist.
Durch die zu dicke, gestaute Aderhaut kommt es unter anderem zu Druckschäden, zu einem Austritt von Flüssigkeit aus dem Gefäßsystem und zur Unterversorgung mit Sauerstoff und Nährstoffen. Daraus resultiert eine Schädigung des retinalen Pigmentepithels und der Netzhaut (Retina), wodurch vor allem die zentrale Sehschärfe in der Netzhautmitte (Gelber Fleck, Makula) schlechter wird.

## Formen

### Pachychoroid ohne Krankheitswert
- Besteht nur eine Aderhautverdickung, meist über 350 oder 300 µm ohne Schädigung der umliegenden Strukturen, spricht man von einem unkomplizierten Pachychoroid.[2] Es wird angenommen, dass ein großer Teil der Bevölkerung eine verdickte Aderhaut ohne andere Krankheitszeichen aufweist. Hierzu zählen vor allem junge und weitsichtige Menschen.[2]

### Pachychoroid mit Krankheitswert
Innerhalb des krankhaften pachychoroidalen Spektrums sind Erkrankungen der Netzhautmitte (Gelber Fleck, Makula) am häufigsten.
- Kommt es durch die kontinuierliche Stauung im Blutgefäßsystem der Aderhaut zu Druckschäden an den feinen Blutgefäßen (Kapillaren) und einem kontinuierlichen Flüssigkeitsaustritt in Richtung der angrenzenden Bruch-Membran und des retinalen Pigmentepithels, spricht man aufgrund der resultierenden Schäden im Pigmentepithel von einer Pachychoroidalen Pigmentepitheliopathie (PPE).[3] Patienten mit PPE haben meist keine Symptome.

- Kommt es durch eine weitergehende Schädigung des Pigmentepithels zu einem Durchbruch von Flüssigkeit unter die Netzhaut, entsteht eine Chorioretinopathia centralis serosa (CRCS). In diesem Stadium sehen Patienten oft verschwommen und berichten von einer Minderung der zentralen Sehschärfe mit Wahrnehmung eines zentralen „grauen Flecks“. Bei einem Großteil der Patienten verschwindet die Flüssigkeit innerhalb von wenigen Monaten wieder, kommt aber bei bis zu 50 % wieder vor (Rezidiv). Bei einigen Patienten bleibt die Flüssigkeit chronisch bestehen; eine Therapie mit Tabletten oder verschiedenen Lasermethoden ist möglich.

- Bei etwa 25 % aller Patienten mit chronischem Verlauf bildet sich nach durchschnittlich 17 Jahren eine Blutgefäßwucherung aus der Aderhaut in Richtung Netzhaut, eine sogenannte choroidale Neovaskularisation. Dies definiert die Pachychoroidale Neovaskulopathie (PNV),[4] die durch Blutungen und eine Vernarbung der Sehgrube (Makula) eine massive Sehminderung hervorrufen kann. Als effektive Therapie hat sich hier die anti-VEGF-Therapie bewährt, die direkt in das Auge (intravitreal) injiziert wird.

- Entstehen innerhalb dieser CNV Aneurysmen, spricht man von einer pachychoroidalen aneurysmalen Typ-1-CNV (PAT1),[5] früher auch polypoidale choroidale Vaskulopathie (PCV).

- In allen Stadien kann zusätzlich eine fokale choroidale Exkavation[6] auftreten, die wohl eine Narbeneinziehung im Aderhautgewebe darstellt.

Pachychoroidale Erkrankungen außerhalb der Netzhautmitte wurden auch um den Sehnerv beschrieben.
- Äußert sich die Aderhaut-Dickenzunahme vor allem um den Sehnerv, kann es zur Sehnervenschwellung und zur Einlagerung von Flüssigkeit in der Netzhaut kommen, was man Peripapilläres Pachychoroid nennt.[7]

## Klassifikation
Neuere Daten zeigen, dass die einzelnen Erkrankungen des Pachychoroidalen Spektrums eng miteinander verwandt sind und ineinander übergehen können. So leiden bis zu 90 % der Partneraugen einer Chorioretinopathia centralis serosa an einer Pachychoroidalen Pigmentepitheliopathie (PPE), und etwa 17 % der Augen mit einer PPE entwickeln umgekehrt nach sechs Jahren eine Chorioretinopathia centralis serosa. Etwa 25–39 % aller Augen mit Chorioretinopathia centralis serosa entwickeln eine Choroidale Neovaskularisation (CNV) und damit eine Pachychoroidale Neovaskulopathie (PNV). Die Pachychoroidale Neovaskulopathie (PNV) schreitet wiederum nach 5 Jahren in bis zu 31 % in eine Pachychoroidale aneurysmale Typ 1 CNV/Polypoidale Choroidale Vaskulopathie (PAT1/PCV) fort. Zusätzlich beschreiben erste Fallberichte, dass manche Augen alle vier Erkrankungen nacheinander durchlaufen können.
Daher ist eine Klassifikation der Pachychoroidalen Erkrankungen der Makula von zunehmendem klinischen Nutzen.
|     | Pachychoroidale Erkrankungen der Makula (nach Siedlecki et al.)                                  |
| --- | ------------------------------------------------------------------------------------------------ |
| 0   | Unkompliziertes Pachychoroid (UCP)                                                               |
| I   | Pachychoroidale Pigmentepitheliopathie (PPE)                                                     |
| II  | Chorioretinopathia centralis serosa (CRCS)                                                       |
| III | Pachychoroidale Neovaskulopathie (PNV)                                                           |
|     | a) mit neurosensorischer Abhebung (= mit Flüssigkeit unter der Netzhaut)                         |
|     | b) ohne neurosensorische Abhebung (ohne Flüssigkeit)                                             |
| IV  | Pachychoroidale aneurysmale Typ 1 CNV (PAT1) (früher: Polypoidale Choroidale Vaskulopathie, PCV) |